# Hartly
Hartly – miasto w Stanach Zjednoczonych, w stanie Delaware, w hrabstwie Kent.